# Oakville
För andra betydelser, se Oakville (olika betydelser).
Oakville är en stad i den kanadensiska provinsen Ontarios centralvästra del. Orten grundades 1827 efter att William Chisholm köpte det ursprungliga området efter en statsauktion, orten utvecklades dock av hans son Robert Kerr Chisholm och styvsonen Merrick Thomas. 1962 gick de kringliggande kommunerna Bronte, Palermo, Sheridan (villages) och Trafalgar (township) ihop med Oakville. Staden breder sig ut över 138,88 kvadratkilometer (km2) stor yta och hade en folkmängd på 182 520 personer vid den nationella folkräkningen 2011.